# Олексієнко Ігор Михайлович
Ігор Михайлович Олексієнко (27 листопада 1946, Лук'янівка, Київ — 9 серпня 2007, Київ) — український інженер, зброяр та винахідник, корінний киянин. Головний конструктор конструкторського бюро спеціальної техніки.

## Життєпис

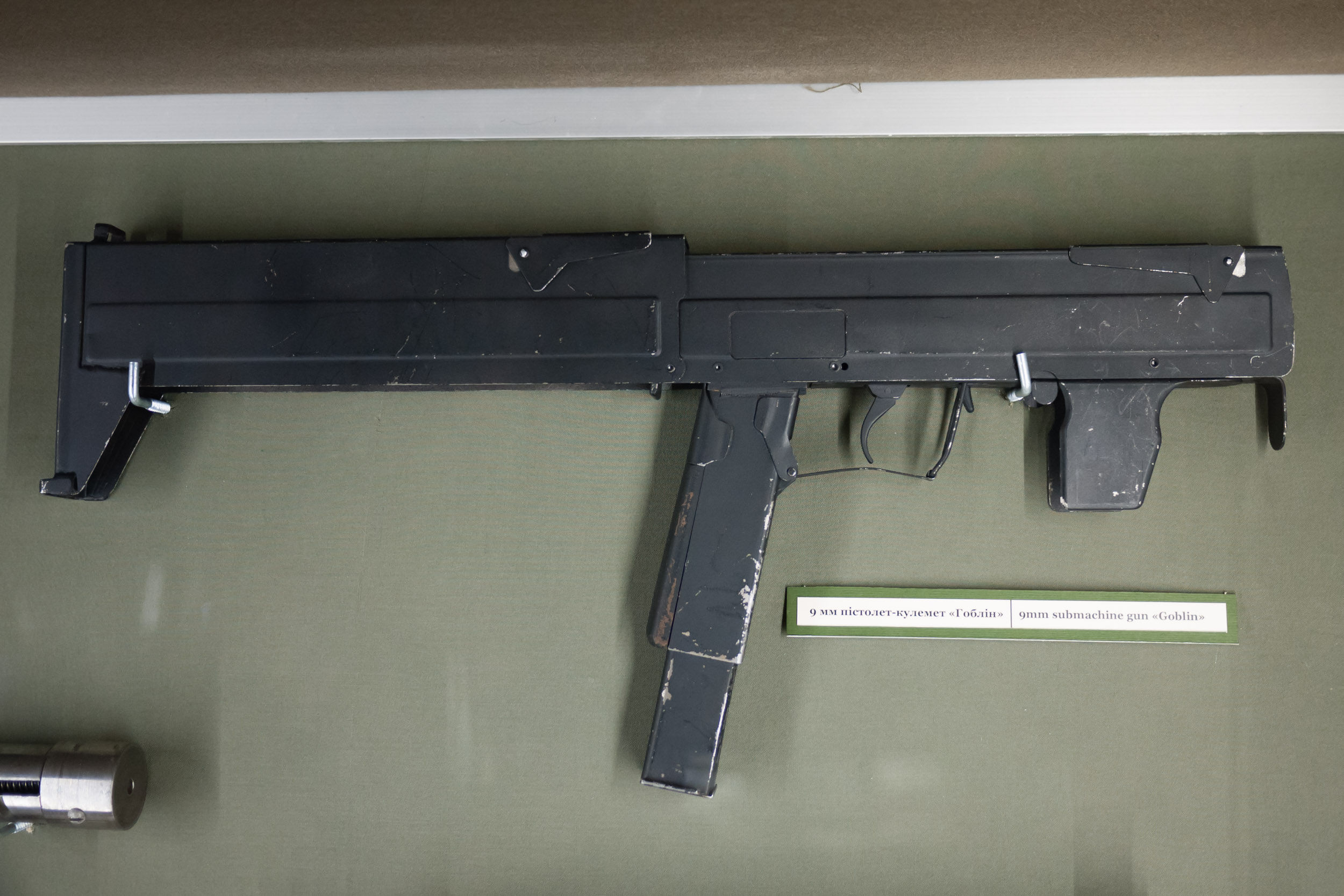
«Гоблін»

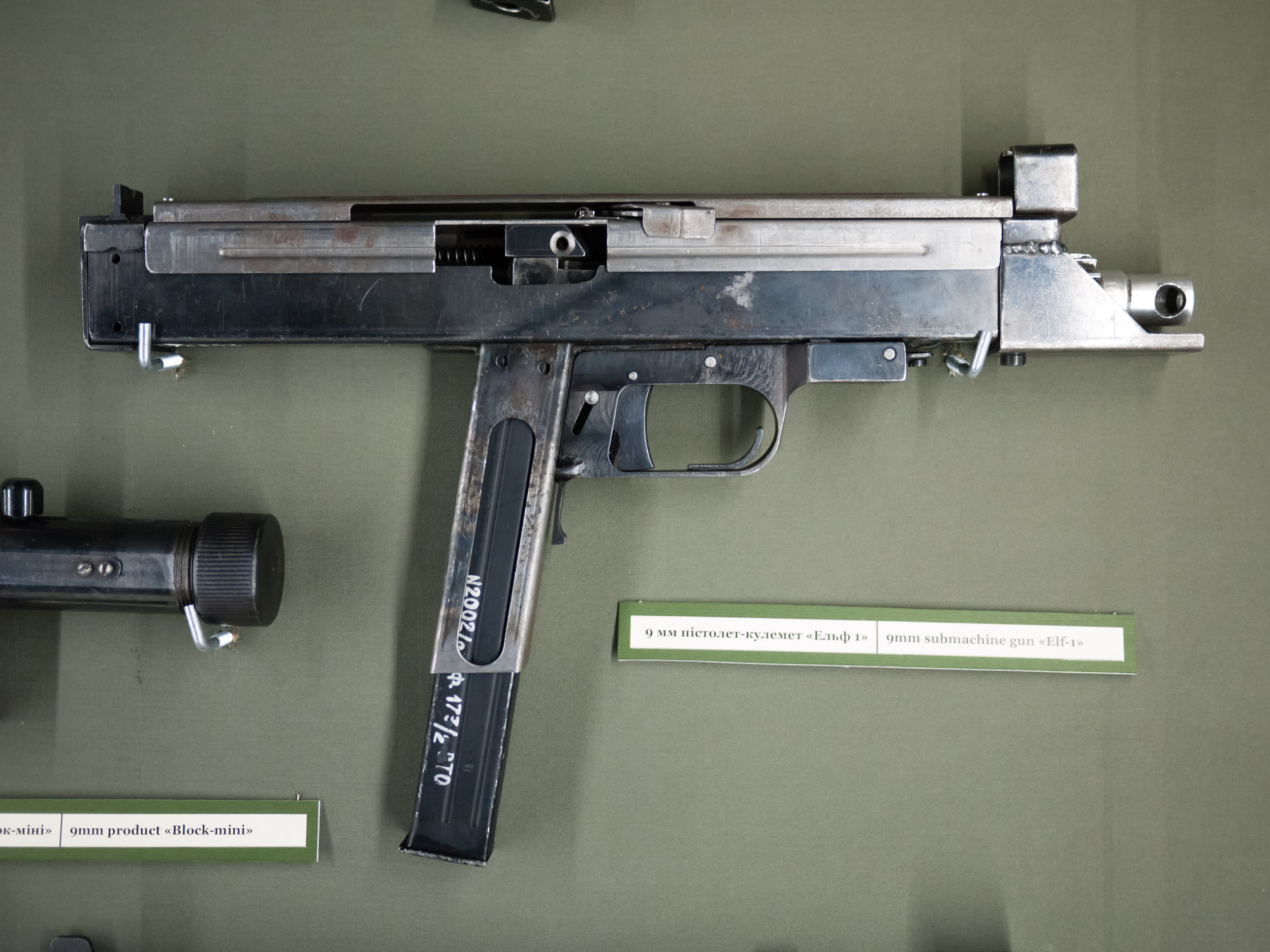
«Ельф-1»

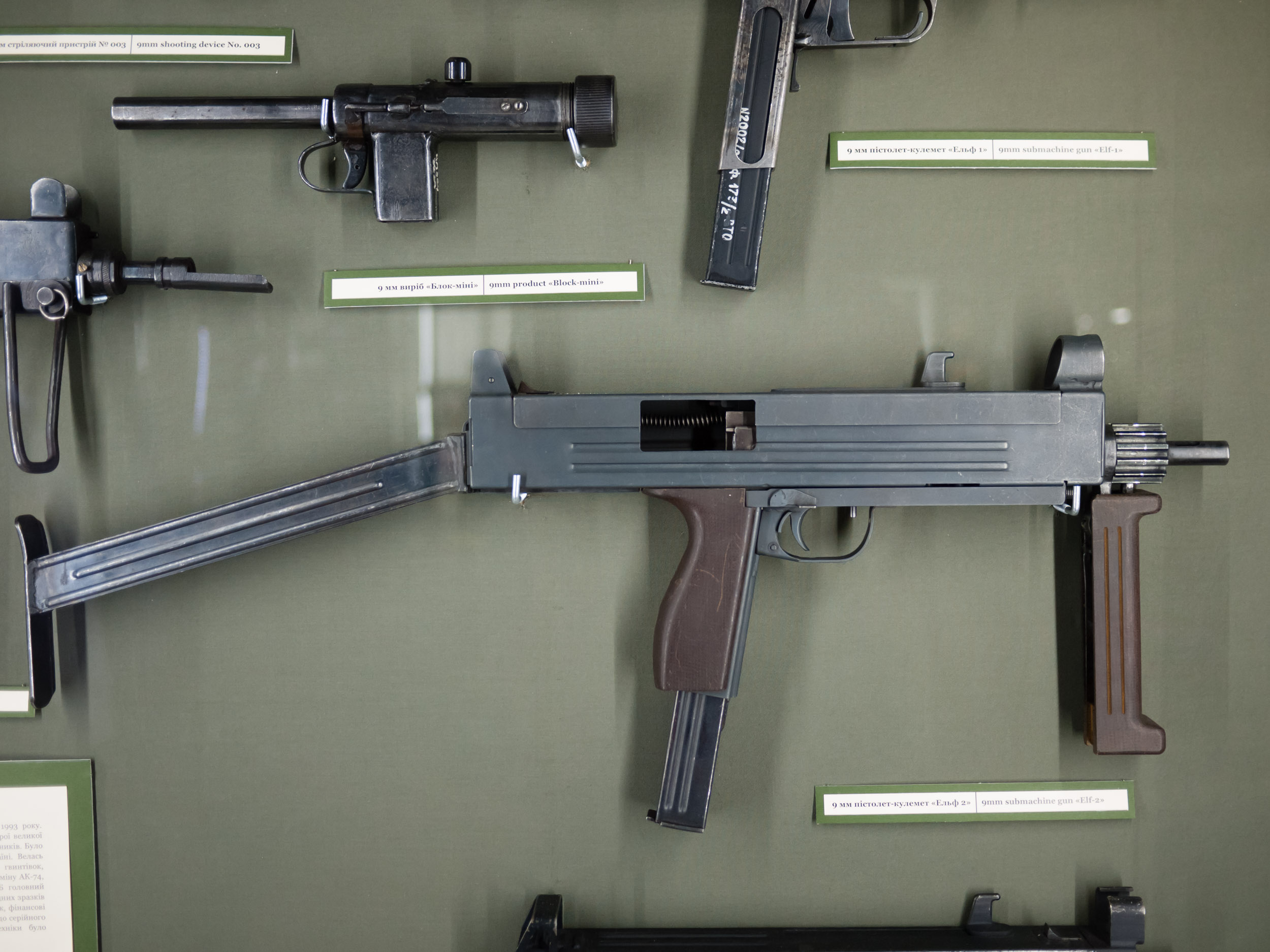
«Ельф-2»

Корінний киянин. Народився в 1946 році на Лук'янівці. Закінчив Харківське військове артилерійське училище, став спеціалістом зі стрілецької зброї. Служив у армії, потім 15 років працював піротехніком на кіностудії імені Олександра Довженка. Пізніше працював у КБ спецтехніки. Останнє місце роботи — генеральний конструктор спеціальної техніки й теплових машин у НАН України. Олексієнко винаходив і розробляв пістолети, автомати, пістолети-кулемети («Ельф», «Гном», «Гоблін», наразі експонуються в Національному військово-історичному музеї України). Розробки відомі, тому що вся зброя Олексієнка не має відбою. Побутує думка, що перед тим як робити гачок або приціл, він детально вивчав усі світові аналоги. Не бажав, щоб його звинуватили у плагіаті.
Був тричі одружений. Від двох перших шлюбів народилися три доньки, у третьому шлюбі всиновив двох хлопчиків. Останні роки жив один. Дуже любив своїх двох котів.
За словами сім'ї, Ігоря Михайловича дуже підкосила почута у «високому» кабінеті фраза, що «зброя Олексієнка буде виготовлятися без Олексієнка».
Останні пів року перед смертю він часто дивився фільм «Зимовий вечір у Гаграх» з Євстигнєєвим. Казав родичам, що помре, як і головний герой — одинаком, нікому не потрібним.
Президент німецької компанії «Шмайссер» Вернер Реш за кілька років до його смерті сказав у інтерв'ю, що «в минулому сторіччі народились тільки два геніальних конструктори стрілецької зброї. Один з них — Гуґо Шмайсер — давно помер. Другий — український конструктор Ігор Олексієнко».
Похований на Лук'янівському цвинтарі.